# 野間アフリカ出版賞
野間アフリカ出版賞（のまアフリカしゅっぱんしょう、英: The Noma Award for Publishing in Africa、仏: Le Prix Noma de Publication en Afrique）は、1979年から講談社が主催した賞。

## 概要
- アフリカの諸言語（現地言語、ヨーロッパ言語の両方）の作品が対象[2]。アフリカの各地から毎年およそ100作品のエントリーがあり、賞の管理はイギリスのオックスフォードにある事務局が担当[2]。イギリスで設立された慈善団体 Noma Award Trust が審査を行い、審査員は Trustee はTrustの理事 Mary Jay, Kiyoshi Murakami, Kaye Whitemanによって任命される[2]。選考対象はアフリカ諸国で出版された図書（アフリカ諸国の著者に限らない）のうち、学術書、児童書、文芸創作のいずれかの新作[2]。授賞式は基本的にアフリカで行われ、受賞者に賞金10,000米ドルと記念品、出版社に記念品が贈られる[2]。
- 2005年からUNESCOの賛助を得ている[3]。
- 1979年、講談社の社長を務めていた野間省一が創業70周年を記念して賞を創設した。アフリカ諸国の出版社と著者の活動を奨励することを目的とする。
- アフリカの学者、専門家、本の国際的コミュニティの代表らで構成される運営委員会が審査員を務める。選考に世界各国の専門家による外部からの意見を取り入れている。
- 2009年を最後に、2010年以降は開催しない予定。初回から30回までに180作品が受賞、特選、選外佳作となった。

## 受賞作一覧

### 第1回 - 第10回
- 第01回（1980年） マリアマ・バー 『かくも長き手紙』 Les Nouvelles Editions Africaines 1979年（ダカール）
- 第02回（1981年） フェリックス・アディ 『コミュニティーの保健教育』 Nwamife Publishers 1980年（エヌグ）
- 第03回（1982年） メシヤック・アサレ 『金工少年の秘密』 Educational Press and Manufacturers 1981年（クマシ）
- 第04回（1983年） A・N・E・アミサー 『ガーナ刑事訴訟』 Sedco Publishing Ltd 1982年（アクラ）
- 第05回（1984年） ガカーラ・ワ・ワンジャウ 『マウマウ獄中記』 Heinemann Educational Books 1983年（ナイロビ）
第05回（1984年） ンジャブロ・ンデベレ 『愚者たち』 Ravan Press 1983年（ヨハネスブルグ）
- 第06回（1985年） ベルナール・ナンガ 『マリアンヌの裏切り』 Les Nouvelles Editions Africaines 1984年（ダカール）
- 第07回（1986年） アントーニオ・ジャシント 『サンチャゴのダラファル監獄を生きのびる』 Instituto Nacional do Livro e do Disco 1985年（ルアンダ）
- 第08回（1987年） ピエール・キプレ 『コートジボワールの都市 1893-1940』 Les Nouvelles Editions Africaines 1986年（アビジャン）
- 第09回（1988年） ルリ・カリニコス 『労働と生活 1886-1940』 Ravan Press 1987年（ヨハネスブルグ）
- 第10回（1989年） チェンジェライ・ボーヴェー 『骨たち』 Baobab Books 1988年（ハラレ）

### 第11回 - 第20回
- 第11回（1990年） フランシス・ウイルソン、マンフェラ・ランフェレ 『貧困の根絶』 David Philip 1989年（ケープタウン）
- 第12回（1991年） ニイ・オシュンダレ 『哄笑を待ちつつ』 Malthouse Press 1990年（ラゴス）
- 第13回（1992年） スワッド・ホッジァ 『アルジェリア女性讃』 Enterprise Nationale du Livre 1991年（アルジェ）
第13回（1992年） チャールズ・ムンゴシ 『あの日あのころ ‐ ショナ族の子供の物語』 Baobab Books 1991年（ハラレ）
- 第14回（1993年） モンガネ・ワリ・セローテ 『サードワールドエクスプレス』 David Philip Publishers 1992年（ケープタウン）
- 第15回（1994年） テイヤンベ・ゼレザ 『A Modern Economic History of Africa』 CODESRIA 1993年（ダカール）
- 第16回（1995年） マレーネ・ファン・ニーケルク 『トリオンフ』 Queillerie Publishers 1994年（プレトリア）
- 第17回（1996年） キッチャ・トゥーレ 『デスタン・パラレル』 Nouvelles Editions Ivoiriennes 1995年（アビジャン）
- 第18回（1997年） アドゥー・ボアヘン 『Mfantsipim and the Making of Ghana: A Centenary History, 1876-1976』 Sankofa Educational Publishers 1996年（アクラ）
- 第19回（1998年） ピーター・アドオク・ニャバ 『南スーダンにおける解放の政治学』 Fountain Publishers 1997年（カンパラ）
- 第20回（1999年） ジブリル・サム 『L'interpretation des reves dans la region Senegambienne』 Les Nouvelles Editions Africaines 1998年（ダカール）

### 第21回 - 第30回
- 第21回（2000年） キマニ・ニョグ、ロチャ・キメラ 『Ufundishaji wa Fasihi』 Jomo Kenyatta Foundation 1999年（ナイロビ）
- 第22回（2001年） アボセド・エマニュエル 『Ifaの歴史的考察』 West African Book Publishers 2000年（ラゴス）
- 第23回（2002年） ハムディ・サクート 『アラビア文学・近代アラビア小説の書目と批評・全6巻』 The American University Press 2001年（カイロ）
- 第24回（2003年） エリノー・シスル 『アフリカの偉大なリーダー・シスルの物語』 David Philip Publishers 2002年（ケープタウン）
- 第25回（2004年） 受賞なし。選考対象93作品中、4作品が選外佳作。2004年を回数に含めず2005年を第25回と数える場合もある[3]。
- 第26回（2005年） ウェレウェレ・リキン 『ラ・メモワール・アンピュテ』 Nouvelles Editions Ivoiriennes 2004年（アビジャン）
- 第27回（2006年） レボガン・マシーレ 『In a Ribbon of Rhythm』  Oshun Books 2005年（ケープタウン）、Mutloatse Arts Heritage Trust 2005年（ヨハネスブルグ）
- 第28回（2007年） シマー・チノジカ 『Strife』 Weaver Press 2006年（ハラレ）
- 第29回（2008年） ザカライヤ・ラポラ 『Beginnings of a Dream』 Jacana Media 2007年（ヨハネスブルグ）
- 第30回（2009年） セフィ・アッタ 『Lawless and Other Stories』 Farafina, an imprint of Kachifo Ltd 2008年（ラゴス）